# Ljubljansko barje (FFH-Gebiet)
Das FFH-Gebiet Ljubljansko barje (Deutsch: Laibacher Moor) liegt in der Mitte Sloweniens und ist Bestandteil des europäischen Schutzgebietsnetzes Natura 2000.

## Lage
Das rund 130 km² ha große Schutzgebiet Ljubljansko barje liegt südlich der slowenischen Hauptstadt Ljubljana. Es umfasst fast das gesamte Laibacher Moor, eine vermoorte Ebene zwischen Ljubljana im Norden, Škofljica im Osten und Vrhnika im Westen. Das Gebiet wird von der Ljubljanica und der Ižica durchflossen. 
Im Süden grenzt das FFH-Gebiet Krimsko hribovje-Menišija an. Das Schutzgebiet überschneidet sich großflächig mit dem gleichnamigen EU-Vogelschutzgebiet.

## Beschreibung
Das Laibacher Moor ist ein Moorgebiet, das durch Torfabbau und Entwässerung stark degradiert wurde. Heute wird das Gebiet überwiegend landwirtschaftlich genutzt. Das Gebiet ist von einem weit verzweigten Grabennetz durchzogen, über das die Flächen entwässert werden. In den Fließgewässern leben zahlreiche geschützte Fische und andere wassergebundene Tierarten. Die Kulturlandschaft wird überwiegend als Grünland genutzt und ist von einem Mosaik aus Nass- und Streuwiesen sowie extensiv genutzten Wirtschaftswiesen geprägt. 

## Schutzzweck

### Lebensraumtypen
Folgende Lebensraumtypen nach Anhang I der FFH-Richtlinie kommen im Gebiet vor:
| EU Code | * | Lebensraumtyp (offizielle Bezeichnung)                                                                          | Fläche (ha) |
| ------- | - | --- | ----------- |
| 3150    |   | Natürliche eutrophe Seen mit einer Vegetation des Magnopotamions oder Hydrocharitions                           | 20          |
| 3260    |   | Flüsse der planaren bis montanen Stufe mit Vegetation des Ranunculion fluitantis und des Callitricho-Batrachion | 90          |
| 6410    |   | Pfeifengraswiesen auf kalkreichem Boden, torfigen und tonig-schluffigen Böden (Molinion caeruleae)              | 401         |
| 6430    |   | Feuchte Hochstaudenfluren der planaren und montanen bis alpinen Stufe                                           | 9.096       |
| 6510    |   | Magere Flachland-Mähwiesen (Alopecurus pratensis, Sanguisorba officinalis)                                      | 3.095       |
| 7230    |   | Kalkreiche Niedermoore                                                                                          | 3           |
| 91K0    |   | Illyrische Rotbuchenwälder (Aremonio-Fagion)                                                                    | 255         |

### Arteninventar
Folgende Arten von gemeinschaftlichem Interesse kommen im Gebiet vor:
| Bild                               | EU Code | * | Art                                | wissenschaftlicher Name     | Artengruppe           |
| ---------------------------------- | ------- | - | ---------------------------------- | --------------------------- | --------------------- |
| Zierliche Tellerschnecke           | 4056    |   | Zierliche Tellerschnecke           | Anisus vorticulus           | Schnecken             |
| Steinkrebs                         | 1093    | * | Steinkrebs                         | Austropotamobius torrentium | Krebse                |
| Forellenbarbe                      | 1138    |   | Forellenbarbe                      | Barbus meridionalis         | Fische und Rundmäuler |
| Gelbbauchunke                      | 1193    |   | Gelbbauchunke                      | Bombina variegata           | Amphibien             |
| Steinbeißer                        | 1149    |   | Steinbeißer                        | Cobitis taenia              | Fische und Rundmäuler |
| Vogel-Azurjungfer                  | 4045    |   | Vogel-Azurjungfer                  | Coenagrion ornatum          | Libellen              |
|                                    | 1071    |   | Stromtal-Wiesenvögelchen           | Coenonympha oedippus        | Schmetterlinge        |
| Große Quelljungfer                 | 4046    |   | Große Quelljungfer                 | Cordulegaster heros         | Libellen              |
| Groppe                             | 1163    |   | Groppe                             | Cottus gobio                | Fische und Rundmäuler |
| Europäische Sumpfschildkröte       | 1220    |   | Europäische Sumpfschildkröte       | Emys orbicularis            | Reptilien             |
|                                    | 1098    |   | Neunaugen                          | Eudontomyzon spp.           | Fische und Rundmäuler |
| Goldener Scheckenfalter            | 1065    |   | Goldener Scheckenfalter            | Euphydryas aurinia          | Schmetterlinge        |
| Huchen                             | 1105    |   | Huchen                             | Hucho hucho                 | Fische und Rundmäuler |
| Strömer                            | 1131    |   | Strömer                            | Leuciscus souffia agassizi  | Fische und Rundmäuler |
| Sumpf-Glanzkraut                   | 1903    |   | Sumpf-Glanzkraut                   | Liparis loeselii            | Pflanzen              |
| Fischotter                         | 1355    |   | Fischotter                         | Lutra lutra                 | Säugetiere            |
| Großer Feuerfalter                 | 1060    |   | Großer Feuerfalter                 | Lycaena dispar              | Schmetterlinge        |
| Heller Wiesenknopf-Ameisenbläuling | 1059    |   | Heller Wiesenknopf-Ameisenbläuling | Maculinea teleius           | Schmetterlinge        |
| Schlammpeitzger                    | 1145    |   | Schlammpeitzger                    | Misgurnus fossilis          | Fische und Rundmäuler |
| Großes Mausohr                     | 1324    |   | Großes Mausohr                     | Myotis myotis               | Säugetiere            |
| Eremit                             | 1084    | * | Eremit                             | Osmoderma eremita           | Käfer                 |
| Grottenolm                         | 1186    |   | Grottenolm                         | Proteus anguinus            | Amphibien             |
|                                    | 1303    |   | Kleine Hufeisennase                | Rhinolophus hipposideros    | Säugetiere            |
| Bitterling                         | 1134    |   | Bitterling                         | Rhodeus sericeus            | Fische und Rundmäuler |
| Rutilus pigus                      | 1114    |   | Frauennerfling                     | Rutilus pigus               | Fische und Rundmäuler |
| Alpen-Kammmolch                    | 1167    |   | Alpen-Kammmolch                    | Triturus carnifex           | Amphibien             |
| Kleine Flussmuschel                | 1032    |   | Kleine Flussmuschel                | Unio crassus                | Muscheln              |
| Schmale Windelschnecke             | 1014    |   | Schmale Windelschnecke             | Vertigo angustior           | Schnecken             |